# Thảm sát Bình Thành 1954 (Đồng Tháp)
Thảm sát Bình Thành 1954 là một vụ thảm sát gây ra bởi Quân đội Quốc gia Việt Nam tại xã Bình Thành, huyện Thanh Bình, tỉnh Đồng Tháp. Vụ thảm sát xảy ra vào 12 tháng 11 năm 1954 khiến cho 34 dân thường bị thiệt mạng, 10 người khác bị thương, hàng trăm người khác bị bắt bớ.

## Diễn biến
Ngày 12 tháng 11 năm 1954 tiểu đoàn bảo an số 502 Quân đội Quốc gia Việt Nam tiến hành bố ráp xã Bình Thành bắn chết 3 người, bắt khoảng 600 người giam ở Trường học xã Bình Thành để tra tấn. Lúc 14h30 cùng ngày, binh lính Quân đội Quốc gia Việt Nam đem 24 người ra sông thủ tiêu, không cho người nhà mang xác về mai táng, binh lính Quân đội Quốc gia Việt Nam đào hố chôn chung tại đây. Cộng với 7 người bị giết ngày 11 tháng 11 năm 1954, tổng số người chết là 34.